# 야부즈카역
야부즈카역(일본어: 藪塚駅, やぶづかえき)은 일본 군마현 오타시에 있는 도부 철도 기류 선의 역이다. 역 번호는 TI 53이다.
특급 "료모 호"의 정차역이다.

## 역사
- 1913년 3월 19일: 영업 개시.

## 역 구조
단선 승강장 2면 2선의 지상역이다. 역사를 기준으로 1번 승강장, 하행선, 2번 승강장, 상행선의 순으로 배치되고 있어 상대식 승강장이 아니다. 두 승강장은 과선교로 연결된다.
역전 광장 부분은 주차장의 개수와 로터리 정비가 이루어졌다.

### 승강장
| 번호 | 노선    | 방향 | 행선                                                                                               |
| ---- | ------- | ---- | -------------------------------------------------------------------------------------------------- |
| 1    | 기류 선 | 하행 | 신키류・아카기 방면                                                                                |
| 2    | 기류 선 | 상행 | 오타 방면・ 이세사키 선 다테바야시・ 도부 스카이트리 라인 기타센주・도쿄 스카이트리・아사쿠사 방면 |

## 역 주변
- 오타 시청 야부즈카혼마치 청사(옛, 야부즈카 본정 사무소)
  - 오타 시 야부즈카혼마치 행정 센터
- 오타 시 야부즈카혼마치 문화 홀
- 오타 시립 야부즈카혼마치 도서관
- 오타 시 야부즈카혼마치 중앙 공민관
- 야부즈카혼마치 우체국
- 야부즈카 역전 우체국
- 기류 신용 금고 야부즈카 지점
- 야부즈카 온천
- 재팬 스네이크 센터
- 오타 시립 야부즈카혼마치 역사 민속 자료관
- 미시마 신사
- 니시야마 고분
- 기타야마 고분

## 인접역
| 도부 철도 기류 선          | 도부 철도 기류 선 | 도부 철도 기류 선        |
| -------------------------- | ----------------- | ------------------------ |
| TI 52 지로엔바시 오타 방면 |                   | 아자미 TI 54 아카기 방면 |